# Rouillon
Rouillon ist eine französische Gemeinde mit 2.352 Einwohnern (Stand: 1. Januar 2022) im Département Sarthe in der Region Pays de la Loire. Rouillon liegt im Arrondissement Le Mans und gehört zum Kanton Le Mans-1 (bis 2015: Kanton Allonnes). Die Einwohner werden Rouillonnais genannt.

## Geographie
Rouillon liegt etwa vier Kilometer westlich vom Stadtzentrum Le Mans. Umgeben wird Rouillon von den Nachbargemeinden Trangé im Norden und Nordwesten, Le Mans im Osten, Allonnes im Süden sowie Pruillé-le-Chétif im Westen.

## Bevölkerungsentwicklung
| Jahr      | 1962 | 1968 | 1975 | 1982 | 1990 | 1999 | 2006 | 2012 |
| Einwohner | 672  | 684  | 864  | 1450 | 1592 | 2101 | 2150 | 2266 |

## Sehenswürdigkeiten

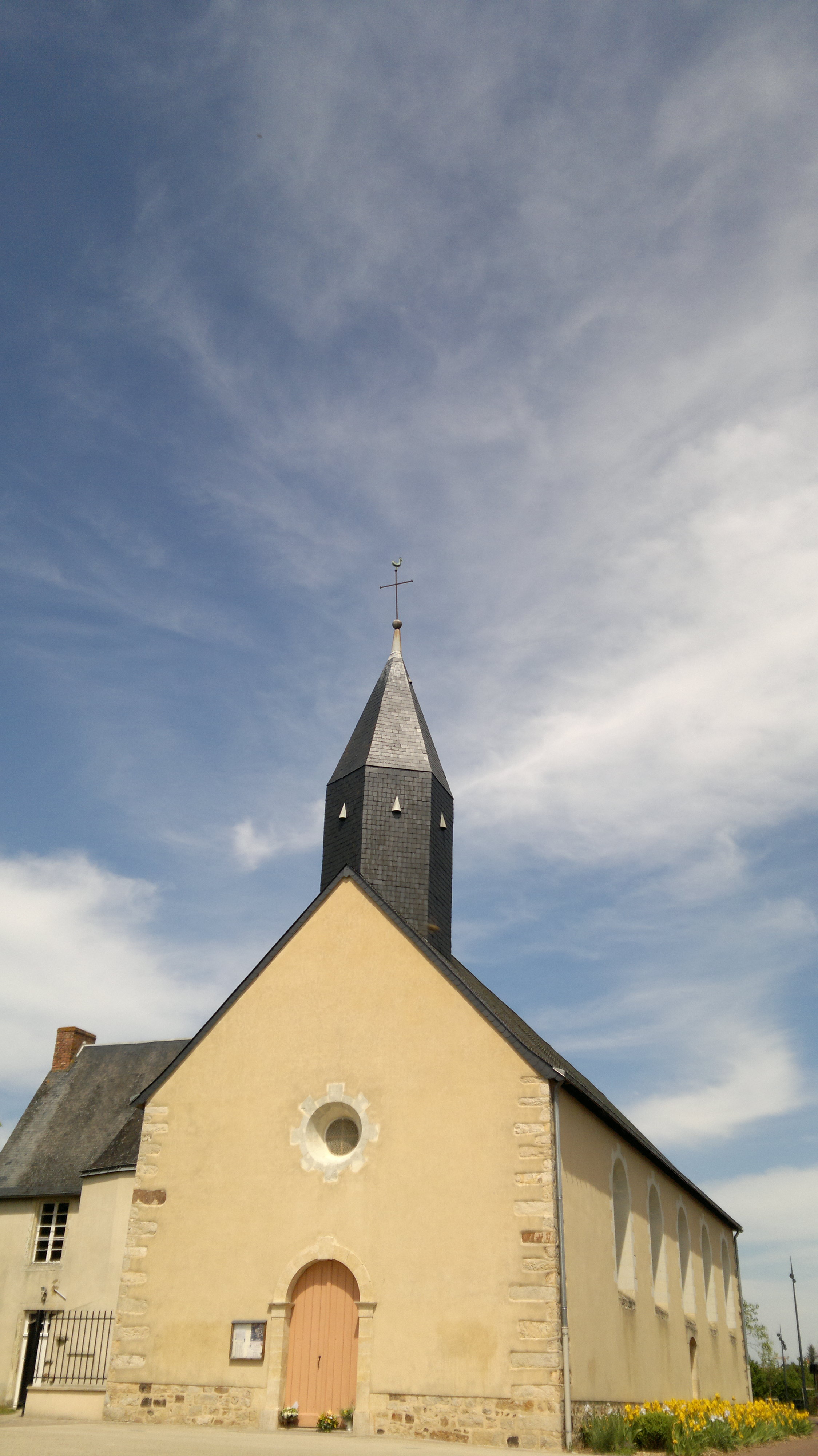
Kirche Notre-Dame

- Kirche Notre-Dame aus dem 17. Jahrhundert
- Priorei aus dem 16. Jahrhundert
- Schloss aus dem 16. Jahrhundert
- Reste der Römerstraße
- alte Bauernhäuser aus dem 15.–17. Jahrhundert

## Gemeindepartnerschaften
Mit der belgischen Gemeinde Burdinne in Wallonien besteht seit 2012 eine Gemeindepartnerschaft.